# السلام الصيني

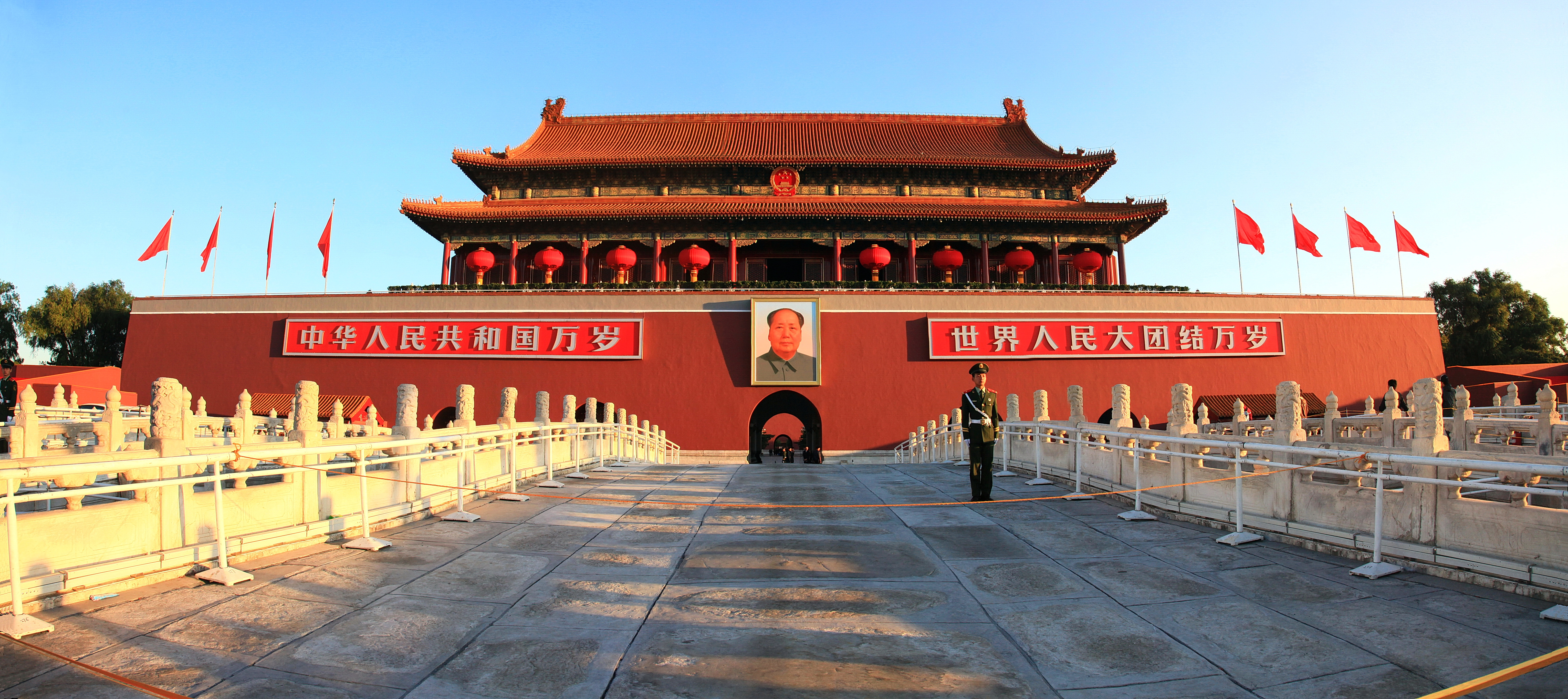
تيانانمن، «بوابة السلام السماوي»، هي البوابة الأمامية لمدينة بكين الإمبراطورية، التي جرى بناؤها لأول مرة في عهد الإمبراطور يونغلي الذي كلف أيضًا بموسوعة يونجل ورحلات كنز مينغ. كرمز وطني للصين، يعرض تيانانمن صورة عملاقة للرئيس ماو تسي تونغ مع لوحتين عملاقتين: على اليسار تقرأ «تحيا جمهورية الصين الشعبية» (中华人民共和国 万岁 ؛ Zhōnghuá Rénmín Gònghéguó wànsuì)، بينما اللافتة اليمنى تقرأ «تحيا الوحدة الكبرى لشعوب العالم» (世界 人民 大 团结 万岁 ؛ Shìjiè rénmín dà tuánjié wànsuì).

السلام الصيني (باللاتينية: Pax Sinica) هو مصطلح لاتيني تاريخي يشير إلى فترات السلام في شرق آسيا، وشمال شرق آسيا، وجنوب شرق آسيا، وآسيا الوسطى بقيادة الصين. تقول دراسة حول نظام Sinocentric العالمي أن الفترات المتعددة للسلام الصيني، عند أخذها معًا، بلغت حوالي ألفي عام.
ظهر أول سلام صيني في العالم الشرقي خلال حكم أسرة هان وتزامن مع السلام الروماني في العالم الغربي بقيادة الإمبراطورية الرومانية. وقد سمح بالسفر لمسافات طويلة والتجارة في تاريخ أوراسيا. تلاشى كل من السلام الصيني الأول والسلام الروماني قرابة عام 200 م
حدث انبعاث لهذا المصطلح في السنوات الأخيرة، خاصة بعد عام 2010. ينظر بعض المحللين إلى الصعود السريع لجمهورية الصين الشعبية على أنه عودة محتملة إلى السلام الصيني، حيث من المقرر أن يكون اقتصاد الصين أكبر اقتصاد وطني في العالم، وهو كذلك بالفعل في بعض الجوانب.
ترتبط التنمية الاقتصادية في الصين بعدد العاملين الكبير. ومع ذلك، فإن زيادة نسبة الشيخوخة بين سكان الصين يمكن أن تخلق مشاكل اجتماعية صعبة، وتزيد من مخاطر عدم الاستقرار الاجتماعي، وتحد من قدرتها على العمل كقوة مهيمنة عالمية جديدة.

## السلام الصيني عبر التاريخ

### سلالة هان
ظهرت الفترة الأولى من السلام الصيني خلال عهد أسرة هان في الصين. فعلى النطاق المحلي، جرى تعزيز قوة الإمبراطور بعد تدمير النظام الإقطاعي. كان حكم وين وجينغ (文景之治) وحكم مينغ وتشانغ (明 章 之 治) فترات من الاستقرار المجتمعي والازدهار الاقتصادي. وعلى النطاق الخارجي، حيدت أسرة هان التهديد الذي شكله البدو الرحل شيونغنو Xiongnu بعد سلسلة من الحروب. وامتدت حدود الصين إلى ما يُعرف اليوم بغرب شينجيانغ وكوريا الجنوبية (بالقرب من سيول الحديثة) وفيتنام (حول هوي الحديثة). وظهر طريق الحرير كطريق رئيسي يربط بين الشرق والغرب بعد أن أقام الدبلوماسي الهان تشانغ تشيان اتصالات مع العديد من قبائل ودول آسيا الوسطى، مما سهل التبادل التجاري والثقافي.
غالبًا ما يجري مقارنة Pax Sinica التي أنشأتها أسرة هان السلام الروماني للإمبراطورية الرومانية. انتهت فترة السلام الصيني من أسرة هان بعد عقود من الاضطرابات الداخلية التي أدت لاحقًا إلى سقوط أسرة هان وفترة تجزئة في التاريخ الصيني.

### سلالة تانغ
كانت سلالة تانغ واحدة من العصور الذهبية في التاريخ الصيني وترأست فترة أخرى من السلام الصيني. كانت عاصمة تانغ، تشانغآن، مركزًا اقتصاديًا وثقافيًا رئيسيًا، وكانت أكبر مستوطنة حضرية في العالم في ذلك الوقت. سهل طريق الحرير التبادلات الاقتصادية والثقافية بين الصين والعالم الخارجي، وكان الفرس والصغديون من بين أولئك الذين استفادوا من هذه التبادلات مع الصين. في الشمال، هُزمت أول خاقانية تركية وضُمت؛ في الغرب، بسطت سلالة تانغ سيطرتها حتى حدود أفغانستان الحديثة وبحر آرال. في الشرق، وصلت سيطرة تانغ إلى سخالين. خلال ذروتها، حافظت سلالة تانغ على هيمنتها على 72 دولة رافدة. خلال هذه الفترة، جرى تنشيط الثقافة الصينية وأصبحت أكثر تنوعًا وعالمية. وزاد حجم التفاعل بين الصين واليابان؛ أصبح التأثير الصيني على الثقافة والسياسة اليابانية أكثر بروزًا منذ عهد أسرة تانغ.

### سلالة يوان
كانت سلالة يوان إحدى السلالات الحاكمة في إمبراطورية الصين يحكمها المغول العرقيون وكانت الخليفة الرئيسي للإمبراطورية المغولية. في حين أن سلالة يوان غالبًا ما تُعتبر سلالة صينية شرعية حملت ولاية الجنة، يصنف المؤرخون عادةً فترة السلام هذه تحت اسم السلام المغولي.

### سلالة مينغ
ترأست أسرة مينغ الصينية فترة أخرى من السلام الصيني. شهدت هذه الفترة إضفاء الطابع المؤسسي الرسمي على نظام الروافد الصيني، مما يوضح القوة السياسية العظيمة للصين في ذلك الوقت. نشرت الحملات البحرية السبع بقيادة تشنغ خه Zheng He القوة الإمبراطورية لسلالة مينغ عبر جنوب شرق آسيا وجنوب آسيا والشرق الأوسط وشرق إفريقيا. خلال هذه الفترة، مارست الصين أيضًا قدرًا كبيرًا من التأثير على الثقافة والسياسة في كوريا.

### سلالة تشينغ
بشرت سلالة تشينغ في الصين بفترة أخرى من السلام الصيني. ففي ذروتها، حكمت رابع أكبر إمبراطورية من الناحية الإقليمية، حيث شكلت 9.87% من إجمالي مساحة الأرض في العالم. كانت حقبة تشينغ العليا فترة سلام مستدام وازدهار اقتصادي وتوسع إقليمي. كانت الطبيعة متعددة الثقافات والأعراق لسلالة تشينغ أساسية للتشكيل اللاحق للمفهوم القومي الحديث لتشونغهوا مينزو. نظرًا لأن حكام أسرة تشينغ كانوا من أصل مانشو، فإن فترة السلام هذه تُعرف أحيانًا باسم «السلام المنجوري Pax Manjurica».